# غیاث‌الدین محمود
غیاث‌ الدین محمود  سلاطین دودمان غوریان بین سالهای ١٢۰۶ الی ١٢١٢ بود. او نواسه (نبیره) معزالدین محمد غوری بود.